# Steen Priwin
Steen Priwin, född 21 december 1934 i Köpenhamn, död 8 maj 1995 i Göteborg, var en svensk journalist, TV-producent och programledare. 
År 1956 anställdes han som journalist på Aftonposten i Göteborg. Mellan 1958 och 1962 arbetade han på Svenska Dagbladet. Åren 1962–1964 var Steen Priwin medarbetare på Sveriges Radios redaktion i Göteborg, där han blev TV-producent 1964. Mellan 1979 och 1985 var han redaktionschef för Sveriges Television i Göteborg. Från 1986 var han distriktschef för SVT i Göteborg.
Steen Priwin var programledare för Sveriges Magasin tillsammans med Maria Scherer. Han var år 1977 med om att starta den första säsongen av Gomorron Sverige, där Lennart Hyland var programledare. Han var även idégivare till Ingvar Oldsbergs TV-serie På spåret.
Steen Priwin var producent för flera TV-serier och program, bland annat Bröllop med förhinder (1980), och verkställande producent för flera filmer som SVT producerade tillsammans med andra filmbolag, Juloratoriet (1996), Sista dansen (1993) och Änglagård (1992). Han är begravd på Landvetter kyrkogård.